# الكروموسوم الاصطناعي البشري
الكروموسوم الاصطناعي البشري هو كروموسوم دقيق يمكن أن يعمل ككروموسوم جديد في مجموعة من الخلايا البشرية. أي أنه بدلاً من 46 كروموسومًا، يمكن أن تحتوي الخلية على 47 كروموسومًا مع كون رقم 47 صغيرًا جدًا، حوالي 6-10 ميغا بايت في الحجم بدلاً من 50-250 ميجا بايت للكروموسومات الطبيعية، وقادرة على حمل جينات جديدة قدمها الباحثون البشريون. من الناحية المثالية، يمكن للباحثين دمج الجينات المختلفة التي تؤدي مجموعة متنوعة من الوظائف، بما في ذلك الدفاع عن الأمراض.
تؤدي الطرق البديلة لإنشاء الجينات المحورة، مثل استخدام صبغات الكروموسومات الاصطناعية والكروموسومات الاصطناعية البكتيرية، إلى مشاكل لا يمكن التنبؤ بها. لا تؤدي المادة الوراثية التي أدخلتها هذه النواقل إلى مستويات تعبير مختلفة فحسب، بل تؤدي أيضًا إلى تعطيل الجينوم الأصلي. [1] تختلف الكروموسومات الاصطناعية البشرية، لأنها كروموسومات منفصلة تمامًا. يفترض هذا الانفصال عن المادة الجينية الموجودة أنه لن تظهر أي طفرات داخلية. هذا الاستقرار والدقة يجعل الكروموسومات الاصطناعية البشرية أفضل من الأساليب الأخرى مثل النواقل الفيروسية وصبغات الكروموسومات الاصطناعية والكروموسومات الاصطناعية البكتيرية. [3] تسمح الكروموسومات الاصطناعية البشرية بتسليم المزيد من الحمض النووي (بما في ذلك المحفزات وتغير عدد النسخ) مما هو ممكن مع النواقل الفيروسية. [4]
تم إنشاء كروموسومات الخميرة الاصطناعية والكروموسومات الاصطناعية البكتيرية قبل الكروموسومات البشرية الاصطناعية، والتي تم تطويرها لأول مرة في عام 1997م. تعتبر الكروموسومات الاصطناعية البشرية مفيدة في دراسات التعبير كنواقل نقل الجينات، كأداة لتوضيح وظيفة الكروموسوم البشري، وكوسيلة للتعليق الفعال على جينوم الإنسان. [5]

## التاريخ
تم إنشاء الكروموسومات البشرية الاصطناعية لأول مرة في عام 1997م عن طريق إضافة الحمض النووي السائل ألفا إلى الحمض النووي التيلومري والجينومي في خلايا HT1080 البشرية. نتج عن ذلك كروموسوم جديد تمامًا يحتوي على الحمض النووي ذي الأهمية، بالإضافة إلى عناصر تسمح له بالاستقرار الهيكلي والانقسام، مثل التسلسلات التيلوميرية والوسطى. [6] نظرًا لصعوبة تكوين الكروموسوم البشري الاصطناعي، تم التخلي عن هذه الطريقة إلى حد كبير.

## طرق البناء
يوجد حاليًا نموذجان مقبولان لإنشاء ناقلات كروموسوم بشرية اصطناعية. الأول هو إنشاء كروموسوم صغير عن طريق تغيير كروموسوم بشري طبيعي. يتم تحقيق ذلك عن طريق اقتطاع الكروموسوم الطبيعي، متبوعًا بإدخال مادة وراثية فريدة عبر نظام إعادة التركيب تأثيرات الإشعاع التراكمي المنحرف. الطريقة الثانية تتضمن الإنشاء الحرفي لكروموسوم دي نوفو الجديد. كان التقدم فيما يتعلق بتشكيل الكروموسوم البشري الاصطناعي محدودًا، حيث أن العديد من الأجزاء الجينومية الكبيرة لن يتم دمجها بنجاح في ناقلات جديدة. هناك عامل آخر يحد من تكوين ناقلات جديدة وهو المعرفة المحدودة بالعناصر المطلوبة للبناء، وتحديداً التسلسلات المركزية. [2] ومع ذلك، فقد بدأ التغلب على التحديات التي تنطوي على التسلسلات المركزية. [8]

## التطبيقات
أظهرت دراسة أجريت عام 2009 فوائد إضافية للكروموسومات البشرية الاصطناعية، وهي قدرتها على احتواء شظايا جينومية كبيرة للغاية بشكل ثابت. قام الباحثون بدمج جين ديستروفين 2.4 ميغا بايت، حيث تكون الطفرة عنصرًا مسببًا رئيسيًا لحثل ديستروفين العضلي الدوشيني. كان الكروموسوم البشري الاصطناعي الناتج مستقرًا من الناحية الانقسامية، وتم التعبير عنه بشكل صحيح عن طريق بروتين ديستروفين في الفئران الكيميرية. فشلت المحاولات السابقة للتعبير عن الديستروفين بشكل صحيح. نظرًا لحجمها الكبير، لم يتم دمجها بنجاح في متجه من قبل. [9]
في عام 2010، تم الإبلاغ عن كروموسوم اصطناعي بشري مكرر يسمى الكروموسوم البشري الاصطناعي 21. يعتمد الكروموسوم البشري الاصطناعي 21 على نسخة مجردة من الكروموسوم البشري 21، ينتج كروموسوم طوله 5 ميغا بايت. نتج عن اقتطاع الكروموسوم 21 وجود كروموسوم بشري اصطناعي مستقر من الناحية الانقسامية. كان الكروموسوم البشري الاصطناعي 21 أيضًا قادرًا على الانتقال إلى خلايا من مجموعة متنوعة من الأنواع (الفئران والدجاج والبشر). باستخدام الكروموسوم البشري الاصطناعي 21، تمكن الباحثون من إدخال الجين المشفر لفيروس الهربس البسيط ثيميدين كيناز في الخلايا السرطانية. هذا «الجين الانتحاري» مطلوب لتفعيل العديد من الأدوية المضادة للفيروسات. تم إنهاء هذه الخلايا السرطانية المستهدفة بنجاح وبشكل انتقائي بواسطة العقار المضاد للفيروسات غانسيكلوفير في مجموعة سكانية بما في ذلك الخلايا السليمة. يفتح هذا البحث مجموعة متنوعة من الفرص لاستخدام الكروموسومات البشرية الاصطناعية في العلاج الجيني. [10]
في عام 2011، شكل الباحثون كروموسومًا بشريًا اصطناعيًا عن طريق اقتطاع الكروموسوم 14. ثم تم إدخال المواد الجينية باستخدام نظام إعادة التركيب نظام تأثيرات الإشعاع التراكمي المنحرف. ركزت هذه الدراسة الخاصة على التغييرات في مستويات التعبير عن طريق ترك أجزاء من الحمض النووي الجيني الموجود. من خلال ترك التسلسلات التيلوميرية والتيلوميرية الفرعية الموجودة، تمكن الباحثون من تضخيم مستويات التعبير عن ترميز الجينات لإنتاج إرثروبويتين أكثر من 1000 ضعف. هذا العمل له أيضًا آثار كبيرة على العلاج الجيني، حيث يتحكم الموجودة، في تكوين خلايا الدم الحمراء.
تم استخدام الكروموسومات البشرية الاصطناعية لإنشاء حيوانات معدلة وراثيًا لاستخدامها كنماذج حيوانية للأمراض البشرية ولإنتاج المنتجات العلاجية.